# Журавский, Андрей Митрофанович
Андре́й Митрофа́нович Жура́вский (13 декабря 1892, Чернигов — 4 сентября 1969, Сестрорецк) — русский советский учёный-математик, доктор технических наук.

## Биография
Родился в семье чиновника духовного военного ведомства Митрофана Петровича Журавского. В 1896 году вместе с отцом переехал в Петербург, где отец служил в канцелярии протопресвитера Военного и Морского духовенства, имел чин действительного статского советника, среди его обязанностей — курирование строительства Морского собора в Кронштадте.
Окончил с золотой медалью 3-ю Петербургскую гимназию (1911) и поступил на физико-математический факультет Санкт-Петербургского университета. Окончил университет (1915) с дипломом I степени.
С 1916 года преподавал в Горном институте в Петрограде, с 1920 года — профессор. С 1919 года преподавал также в Петроградском университете.
В 1926 году возглавил Бюро технических расчетов и производственных вычислений при физико-математическом факультете Ленинградского государственного университета (ЛГУ). С 1932 года (по совместительству) старший математик в Математическом институте Академии наук (МИАН) им. В. А. Стеклова, с 1936 года — руководитель отдела прикладных методов и приближенных вычислений.
В 1937 году защитил диссертацию на соискание степени кандидата технических наук.
В 1941 году возглавил ленинградское отделение Математического института АН СССР.
С началом блокады Ленинграда получил предложение эвакуироваться, но только с одним членом семьи — или матерью, или сестрой — и отказался. Зимой 1942 года был арестован в блокадном Ленинграде по ложному обвинению в «шпионско-вредительской деятельности» и принадлежности к «Союзу старой русской интеллигенции» (по этому делу арестованы также геофизик Н. В. Розе и физик В. С. Игнатовский).
По приговору военного трибунала Ленинградского фронта получил высшую меру наказания (расстрел) по ст. 58, пункты 3, 10, часть 2, 11. Постановлением Верховного Суда СССР от 28 мая 1942 года расстрел был заменён на 10 лет ИТЛ. Этапирован в Усольлаг.
С 1942 по 1952 год находился в заключении в ведении 4-го Спецотдела МВД СССР в г. Молотове (ныне — Пермь), затем в ленинградских «Крестах». Работал старшим инженером, руководителем группы. За время заключения написал 30 научных статей и отчетов, в том числе по теории тепловых расчетов орудийных стволов.
По окончании срока в феврале 1952 года был выслан в Сыктывкар, в 1963 году вернулся в Ленинград. С 1953 по 1955 год руководил группой в Особом конструкторском бюро (ОКБ)-43.
20 января 1955 года реабилитирован. Возобновил преподавание, возглавил кафедру высшей математики Горного института.
В 1958 году присвоена степень доктор технических наук без защиты диссертации.
Умер от последствий несчастного случая — был сбит мотоциклистом. Похоронен на Красненьком кладбище Петербурга

## Основные работы
Теория теплового процесса в артиллерийском орудии. 1952